# 圣伯多禄 (阿西西)
《圣伯多禄》（San Pietro）是亚西西的圣方济各上层圣殿反立面的一幅湿壁画，由乔托绘制于1291-1295年，直径为 50 厘米。
伯多禄正面半身像，留着灰色短胡子，保存较好。
反立面的圣伯多禄和圣保禄两幅圆画，象征教宗对圣殿的保护。